# Ricardo Muruzábal Viteri
Ricardo Muruzábal Viteri (Buenos Aires, 7 de juliol de 1951 - Algesires, 29 d'agost de 2003) fou un futbolista argentí, d'origen basc, de la dècada de 1970.

## Trajectòria
Va néixer a Buenos Aires de pares bascos. Amb quatre anys es traslladà a Vitòria, on començà a practicar el futbol. Es formà als clubs San Ignacio i San Javier de Vitòria, passant després per la UD Aretxabaleta, fins a arribar al Sanse, filial de la Reial Societat. Durant la temporada 1972-73 ascendí al primer equip de la Reial Societat, jugant durant sis temporades a primera divisió. L'any 1978 fitxà pel RCD Espanyol, on jugà dues temporades a les ordres de José Antonio Irulegui. Finalitzà la seva trajectòria esportiva a l'Algeciras CF.